# Ben 10 Alien Force: Vilgax Attacks
Ben 10 Alien Force: Vilgax Attacks is het derde computerspel gebaseerd op de Ben 10-franchise, en het tweede spel gebaseerd op de serie Ben 10: Alien Force series. Het spel werd ontwikkeld door Papaya Studio en 1st Playable Productions en uitgebracht in oktober 2009.

## Verhaal
In het spel keert Vilgax terug naar de aarde. Hij laat een groot aantal criminelen ontsnappen uit de Null Void. Ben, Gwen en Kevin kunnen niet op tegen deze overmacht. Bovendien verliest Ben de toegang tot enkele van zijn alien-transformaties omdat hij te snel achter elkaar transformeert.
Om de aarde te redden stuurt professor Paradox het drietal terug in de tijd om te voorkomen dat Vilgax ooit zijn machine kan maken waarmee hij de poort naar de Null Void opende. Gesteund door Max en Ship reizen Ben en co door het universum om Vilgax te stoppen.

## Personages
Ben, Gwen en Kevin zijn de drie primaire personages uit het spel. Alleen Ben is aanvankelijk bespeelbaar. Hij kan veranderen in de volgende aliens:
- Spidermonkey
- Humongosaur
- Big Chill
- Swampfire
- Cannonbolt (Nintendo Wii, PlayStation 2, PlayStation Portable, Xbox 360)
- Goop
- Brainstorm
- Echo Echo
- Chromastone
- Jetray
- Upchuck (Nintendo Ds)

Naast Vilgax komen in het spel ook andere schurken uit de serie voor zoals Psyphon, de Vreedle Brothers, Charmcaster, Darkstar, Ghostfreak (Zs'Skayr), Albedo, en D'Void (Dr. Animo). Zij doen meestal dienst als eindbaas.

## Levels
- Bellwood
- To Vulpin
- Vulpin
- To Terradino
- Terradino
- To Encepholonus IV
- Encepholonus IV
- To Anur Pheatos (Not on Nintendo Ds)
- Anur Pheatos (Not on the Nintendo Ds)
- To MorOtesi
- MorOtesi
- To Null Void
- Null Void
- Bellwood Revisited

## Ontvangst
Het spel werd wisselend ontvangen:
| Beoordeeld door     | Jaar | Platform      | Score |
| ------------------- | ---- | ------------- | ----- |
| SOS Gamers          | 2010 | Xbox 360      | 81%   |
| Nintendojo          | 2009 | Wii           | 77%   |
| IGN                 | 2009 | PSP           | 70%   |
| IGN                 | 2009 | Wii           | 70%   |
| NintendoWorldReport | 2009 | Wii           | 70%   |
| IGN                 | 2009 | PlayStation 2 | 70%   |
| Jeuxvideo.com       | 2010 | PlayStation 2 | 40%   |
| Jeuxvideo.com       | 2010 | PSP           | 40%   |
| Jeuxvideo.com       | 2010 | Xbox 360      | 40%   |
| Gamekult            | 2010 | Wii           | 30%   |